# Op 'n hoge zwarte fiets
Op 'n hoge zwarte fiets is een single van Gerard Cox. Het is afkomstig van zijn album Balans.
Cox schreef en zong hier een licht cabaretsk protestlied naar aanleiding van de crisis in de jaren tachtig. De politiek nam allerlei maatregelen, die zouden leiden naar het opduiken van vrijwilligerswerk, onbetaald werk dat door "normale" werknemers gedaan had moeten worden, maar waarvoor geen geld is/was. Nederland moet op een hoge zwarte fiets zonder versnellingen tegen de wind in. Cox ging hiermee terug naar zijn basis, politiek cabaret dat hij beoefende in de jaren zestig.
Jij kan ongelofelijk liegen was ook een lied van Cox zelf met zijn pianist Bert Nicodem.
Het werd geen hit. 